# Cortinarius vanduzerensis
Cortinarius vanduzerensis är en svampart i familjen Cortinariaceae. Arten beskrevs vetenskapligt för första gången år 1972. Den har påträffats endast i nordvästra Nordamerika, där den växer under barrträd. Fruktkroppen har en slemmig, mörk, ekollon-brun hatt som får djupa fåror när den mognar. Den får då en diameter av upp till 8 centimeter. lamellerna på undersidan av hatten är först rosa till färgen och övergår till blekt bruna när sporerna mognar. Foten
är lavendel-färgad och blir upp till 18 centimeter hög och 2 centimeter bred. Svampen producerar ett rost-brunt spor-avtryck. De enskilda sporerna mäter 12-14 gånger 7-8 micrometer. 